# Магеровский, Лев Флорианович
Лев Флорианович Магеровский (18 февраля (1 марта) 1896, Одесса, Российская империя — 25 июня 1986, Нью-Йорк, США) — русский офицер, участвовал в Первой мировой войне, один из основателей РЗИА, создатель Бахметьевского архива, жил в эмиграции в Чехии и США.

## Жизнь в России
Окончил в Одессе Ришельевскую гимназию, поступил во Владимирский Киевский Кадетский Корпус на стипендию Каменец-Подольского потомственного дворянства, далее учился в Михайловском Артиллерийском училище в Петрограде (окончил в 1915 году), затем получил высшее образование в Александровской военно-юридической Академии и юридическом факультете университета св. Владимира в Киеве, закончил обучение в 1927 году, в Праге, на Русском юридическом факультете.
В 1914 начал военную службу как юнкер Михайловского училища, в 1915 году уже в качестве офицера отправляется на Юго-Западный фронт, в 1916 становится начальником воздушной обороны штаба VIII армии (под командованием генерала Брусилова), в должности поручика командует 74-й зенитной батареей в 1917. В это же время вступает в брак с полевой сестрой милосердия Ольгой Николаевной Мерклинг, внучкой генерал-майора Николая Мерклинга, о чём сообщает в своей автобиографии.
По окончании войны возвращается в Киев, чтобы продолжить учёбу и становится участником Белого движения. Работает в подпольной киевской организации «Азбука», становится сотрудником газеты «Киевлянин», статьи в которую писал ещё во время войны и в других газетах.
Переезжает из Киева на юг и работает в южно-русских изданиях, а также сотрудничает с Осведомительным агентством - ОСВАГ, которое затем преобразовано в Службу прессы и информации правительства Юга России. Работает вместе с В.Л. Бурцевым (их сотрудничество продолжится и в эмиграции). 26 января 1920 года Магеровский и другие войска Добровольческой армии эвакуируются из Одессы. За несколько дней до их отбытия из Одессы уезжают литераторы: Аминад Шполянский, Николай Ремизов, Никодим Кондаков и Иван Бунин.

## Эмиграция и деятельность в Чехии
- Член Союза трудовой русской интеллигенции.
- Редактор пражской газеты «Русское дело» (1920 г.)
- Сотрудник газеты «Славянская заря» (1920).
- Директор русско-чешского телеграфного агентства «Руссунион» (в сотрудничестве с Бурцевым), (1920–1937).
- Секретарь Русского земледельческого комитета помощи голодающим в России (с сентября 1921).
- Состоял в русской секции студенческого общества «Славянское единение» (с декабря 1921).
- Казначей, член правления Союза русских литераторов и журналистов (1921–1922).
- Один из учредителей Союза русских писателей и журналистов (октябрь 1922).
- Директор Русского бюро печати в Праге.
- Редактор отдела «Русская эмиграция» в альманахе «Ежегодник Чехословацкой республики», издававшемся депутатом чехословацкого парламента Антонином Гайном (1922–1928).
- Член редколлегии газет: «Русский сокол за границей» (Прага, 1924), «День русского инвалида» (Прага, 1926).
- Редактор журнала «Русский сокольский вестник» (с 1928),
- Редактор юбилейного сборника на чешском языке «Русские инвалиды Чехословакии. К 10-летию существования Чехословацкой республики» (Прага, 1928).
- Возглавлял земледельческую организацию «Русский крестьянский союз» в Праге.
- Член правления Всероссийского Крестьянского Союза за границей (1925),
- Секретарь пражского отделения Союза, состоял в политической партии «Крестьянский путь» (1925).
- Делегат Российского Зарубежного съезда (4–11.4.1926) в Париже от русской эмиграции в Чехословакии.
- Член издательского товарищества «Единство» в Праге (1929).
- Выступал с докладами о международном положении в кружке по изучению I мировой войны при РНУ (1930-е).
- Один из основателей РЗИА, зав. газетным отделом (с 1924).

Основной его работой в Праге было именно участие в РЗИА — работу в нём Магеровский начал в 1924 году и вскоре занял должность 3-го архивариуса, заведующего газетным архивом. Значение собрания периодики, сбором и систематизацией которой занимался РЗИА, стало основанием для включения его в список всемирного наследия ЮНЕСКО. После взятия Праги советскими войсками, правительство Чехословакии передало в Академию Наук СССР всё собрание Архива.
В 1928 году вышла публикация Магеровского, статистическое исследование политических взглядов русских эмигрантов. Он опубликовал также библиографию Русского Заграничного Исторического Архива за 1917-1921 годы, читал лекции на тему «Армия и государство» при кружке, действовавшем на базе Русского народного университета в Праге.
Стал гражданином Чехословакии в 1937 году. После того как в 1945 Прагу заняли советские войска Магеровский уехал в Регенсбург, американскую зону оккупации Германии.

## Переезд в США
В 1948 году переезжает в Нью-Йорк вместе со своей семьёй. Организовывает Комитет помощи беженцам из Европы. Благодаря ему и при активном участии Митрополита Феофила многие люди смогли переехать в Америку. Магеровский возобновляет связи с американскими политическими и научными деятелями и трудится над воссозданием дела своей жизни — русского исторического архива.
Магеровский начинает сотрудничать с Бахметевым, который в США кропотливо собирал документы, связанные с русской эмиграцией. Возникает идея создания архива. С ними вместе работал над этим и американский профессор, друг Магеровского, Бахметева и Ф.А. Мозли. С 1951 по 1977 год Магеровский работает над хранилищем архивных документов, связанных с эмигрантами. Благодаря содействию Эйзенхауэра было предоставлено помещение в Колумбийском университете, где на протяжении более, чем 20 лет Лев Флорианович самостоятельно занимался этим трудом. После Института Гувера Бахметевский Архив стал вторым крупнейшим архивным собранием материалов русской эмиграции. В 1977 году архив насчитывал около 600 коллекций, в которых содержалось 2 млн архивных документов. В этом же году архив передали библиотеке Колумбийского университета и Магеровский ушёл в отставку. После этого русскую антибольшевистскую эмиграцию полностью отстранили от ведения дел Архива, что противоречило цели его создания и до самой своей смерти Магеровский пытался бороться с новым режимом доступа архива, но безуспешно.

## Семья
- Отец — Флориан Григорьевич Магеровский, мать — Мария Титовна, урождённая Беланова.
- Супруга — Ольга Николаевна, урождённая Мерклинг.
- Дочь — Галина (род. 8 декабря 1917) — доктор медицины, проживала в Олбани, Нью-Йорк.
- Сын — Евгений (род. 11 декабря 1934, Прага) — доктор исторических наук, командир оперативного отделения стратегической разведки, вице-председатель Русской Академической группы в США, профессор Джорджтаунского университета в Вашингтоне.